# Tøjdyr
Et tøjdyr, en bamse, et sovedyr eller et krammedyr er legetøj lavet af stof, med et blødt materiale såsom bomuld inden i. Oftest er de formet som dyr. De fremkalder en tryghedsfornemmelse hos brugeren. Ordene bruges næsten synonymt på dansk, og selvom de ofte er udformet som små bjørne, behøver selv ikke en bamse være det.
Tøjdyr findes i mange størrelser og udformninger, og kan også efterligne kendte børnefilmsfigurer (f.eks. Peter Plys). De kan også være delvist designet af barnet selv, f.eks. Build-A-Bear.
I flere krigsområder har soldater med post-traumatiske stresssymptomer og lignende fået små bamser at sove med, hvilket har beroliget dem, og givet dem en form for tryghed.
Tillige har flere robotproducenter lavet robotter til at hente sårede soldater væk fra slagmarken, med hoved som en bamse, for at give soldaten en tryghedsfornemmelse. 